# Deponiegas-Blockheizkraftwerk Kornharpen
Das Deponiegas-Blockheizkraftwerk (DBHKW) Kornharpen ist ein Blockheizkraftwerk in Bochum-Kornharpen.

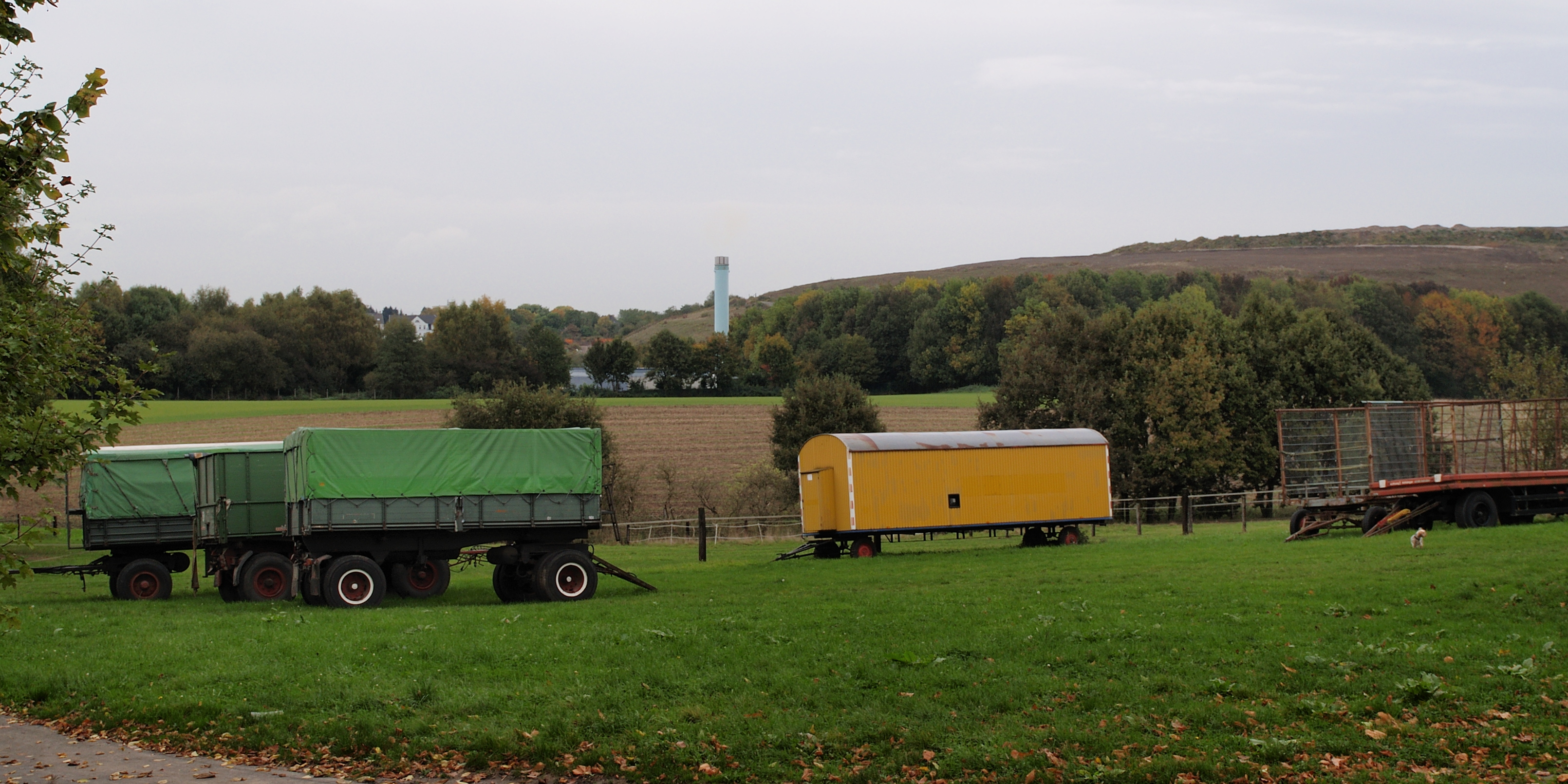
Deponie Kornharpen mit Schornstein des Heizkraftwerkes

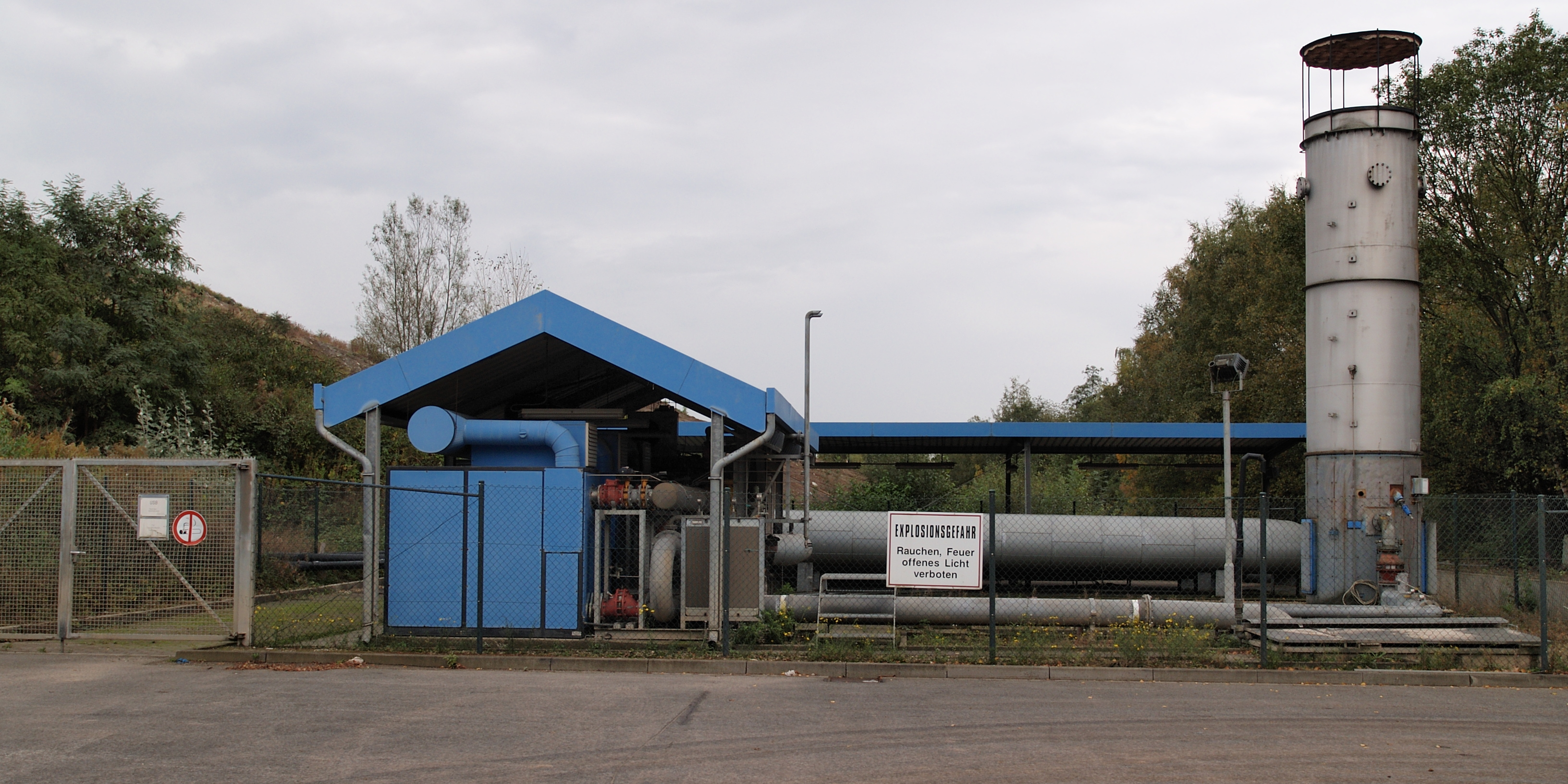
Deponiegasverdichterstation am Fuße der Deponie

Das Kraftwerk wurde 1994 eröffnet und 1997 in der Leistung verdoppelt. Betreiber sind die Stadtwerke Bochum und die USB Umweltservice Bochum GmbH, die insgesamt ca. 9 Mio. Euro in die Anlage investierten.
Es wird mit Deponiegas der Zentralmülldeponie Kornharpen betrieben. Das Gas wird mit Hilfe von etwa 30 Gasbrunnen erfasst und über ein Leitungssystem zum Kraftwerk transportiert. Dort wird es in zwei Blöcken mit je vier Gasmotoren verwertet.
Im Durchschnitt erzeugt das Kraftwerk rund 21 Gigawattstunden Strom und etwa 31 Gigawattstunden Fernwärme jährlich. Es kann somit etwa 9.700 Haushalte mit Strom und 2.500 Haushalte mit Fernwärme versorgen. Da der Gasertrag der Deponiebrunnen schwankt, wird auch Erdgas zur Stützung verwendet.
Das Deponiegas besteht zu etwa 53 % aus Methan, das zu den Treibhausgasen zählt. Es wirkt um den Faktor 23 stärker als CO2. Im März 2005 waren nach etwa zehn Betriebsjahren bereits 100 Millionen Kubikmeter Deponiegas genutzt worden.

## Lage
- Anschrift: Kornharpener Straße, 44791 Bochum